# Krzysztof Borkowski (szlachcic)
Krzysztof Borkowski herbu Grzymała – rotmistrz chorągwi pancernej w 1655 roku, członek konfederacji tyszowieckiej 1655 roku.